# 王偉樑
王偉樑是香港人，是前香港無綫電視藝人。

## 簡歷
王偉樑早年在九龍牛頭角下邨11座長大，求學階段時常參與話劇活動。他出身自無綫電視藝員訓練班，加入演藝圈前於尖沙咀馬哥孛羅香港酒店一間髮廊當學徙。他在1990年代初期活躍於無綫連續劇，主要參演配角角色。一般時裝片他都是飾演一些「變態佬」、精神病患者、癮君子或其他小角色，但是古裝片卻又常演出武術高手、善用謀略的智者角色、醫術高明的中醫等。由於幾乎每部連續劇都有他的份兒，所以在無綫算是演出無數。
王偉樑在1995年電視劇《情濃大地》飾大包米頗受好評，其後演出很多甘草角色，後來一直到1997年出現代表作是：劇集《醉打金枝》中郭曖 ( 歐陽震華飾 )在長樂坊的好兄弟華十八（長樂坊五虎之一，华佗傳人的醫術高手，結局被冊封為大唐御醫），也是從影多年來，戲份最多的一部。其後還演出狀王宋世傑II、寵物情緣、倚天屠龍記等戲劇，到了2001年因為之前的醉打金枝的長樂坊五虎的角色大受歡迎，所以在金裝四大才子中，又再次出現。
他曾於1993年獲周星馳邀請參演電影《唐伯虎點秋香》中「四大淫俠」之一。
王偉樑在香港無綫電視服務了20餘年後離開娛樂圈。往後曾於油塘一間髮型屋工作，亦曾從事其他工種，如任職糖水舖侍應。

## 電視劇（無綫電視）
1989年
- 他來自江湖 飾 汽車經紀（第2集）／文忠信手下（第28-30集）

1990年
- 零點出擊 飾 警察學堂學員
- 香港蛙人 飾 Sam
- 人在邊緣 飾 囚犯

1991年
- 男盜女差 飾 龜苓膏
- 卡拉屋企 飾 朱仔
- 今生無悔 飾 阿忠
- 怒劍嘯狂沙 飾 馬賊

1992年
- 火玫瑰 飾 歐陽海鋒
- 壹號皇庭 飾 周漢
- 大時代 飾 志（第39集）
- 血濺塘西 飾 阿強
- 重案傳真 飾 油脂

1993年
- 壹號皇庭II 飾 化驗師
- 龍兄鼠弟 飾 耀
- 原振俠 飾 主持明
- 如來神掌再戰江湖 飾 一燈大師
- 清宮氣數錄 飾 咸豐帝

1994年
- 射鵰英雄傳之南帝北丐 飾 擄劉瑛者 （於1993年海外發行）
- 獨臂刀客 飾 右使
- 新重案傳真 飾 阿昌
- 金毛獅王 飾 明教弟子/探子 （於1993年海外發行）
- 異度凶情 飾 阿華

1995年
- 刑事偵緝檔案 飾 傳知雜誌社員工
- 情濃大地 飾 關大米（大包米） （於1994年海外發行）
- O記實錄 飾 大昏迷
- 真情 飾 桂州人

1996年
- 聊齋:俠女田郎 飾 皇帝
- 聊齋:秋月還陽 飾 鬼差
- 孽吻 飾 周　威
- O記實錄II 飾 馬志豪
- 笑傲江湖  飾 一字電劍 丁堅
- 金牙大狀（貳）

1997年
- 鑑證實錄 飾 陳廣文（小提琴教師）
- 狀王宋世傑 飾 陸狀師
- 皇家反千組 飾 伍宗強 （於1996年海外發行）
- 醉打金枝 飾 華十八（郭曖（歐陽震華飾）長樂坊的好兄弟）
- 天龍八部 飾 朱丹臣
- 美味天王 飾 司　儀

1998年
- 陀槍師姐 飾 阿　郎
- 烈火雄心 飾 陳主任

1999年
- 雙面伊人 飾 標叔叔
- 寵物情緣 飾 偷渡客
- 狀王宋世傑II 飾 小安子
- 人龍傳說 飾 初一
- 楊貴妃 飾 李白
- 洗冤錄 飾 程富（第9集）
- 茶是故鄉濃 飾 郭少爺(第26集)
- 創世紀 飾 酒店經理
- 西遊記（貳） 飾 释逹多、姜子牙

2000年
- 無業樓民 飾 李忠良
- 夢想成真 飾 台長
- 大囍之家 飾 記者
- 陀槍師姐II 飾 曾家寶
- 金裝四大才子 飾 周遠材（周文賓的爺爺）
- 醫神華佗 飾 漢獻帝
- 雷霆第一關 飾 羅志聰
- 碧血劍 飾 青竹幫弟子

2001年
- FM701 飾 神父
- 娛樂反斗星 飾 編劇
- 錦繡良緣 飾 大夫
- 倚天屠龍記 飾 絕世高手+六大派高手白垣  （於2000年海外發行）
- 美味情緣 飾 司儀
- 封神榜 飾 鄧九公
- 尋秦記 飾 趙高
- 勇往直前 飾 林家強
- 肥婆奶奶扭計媳 飾 馬師爺

2001-2002年
- 皆大歡喜 (古裝) 飾 張三、賣家、傻佬、廖公公

2002年
- 洛神 飾 甄  儼
- LovingYou我愛你2 飾 直通車劫匪（第6集）
- 烈火雄心II 飾 王先生（第16集）
- 蕭十一郎 飾 和尚（於2007年1月25日至2月7日期間在翡翠台首播）
- 情牽百子櫃 飾 忠仔 （於2001年海外發行）
- 戇夫成龍 飾 芬芳茶館客人(第14集)
- 談判專家 (電視劇) 飾 江永健
- 七號差館 飾 李成威

2003年
- 洗冤錄II 飾 袁日川（第10-11、13集）
- 帝女花 飾 史可法 （於2002年海外發行）
- 十萬噸情緣 飾 Sales  （於2002年海外發行）
- 智勇新警界 飾 顛狗華
- 衝上雲霄 飾 阿達（第14-16集）
- 西關大少 飾 唐展鵬（廣運行祕書兼周明軒之私人助手）
- 衛斯理 飾 小偷（屍變單元）

2003-2004年
- 皆大歡喜 (時裝) 飾 導演（第120集）、傻強（第238集）

2004年
- 大唐雙龍傳 飾 虛行之
- 楚漢驕雄 飾 武
- 棟篤神探 飾 陳偉強/道友強（吸毒者）

2006年
- 舞動全城 飾 金　輝

2007年
- 鄭板橋 飾 胡文
- 紅衣手記 飾 徐健康
- 凶城計中計 飾 霍天命的同謀（雷標）
- 天機算 飾 鼠　漢
- 寫意人生 飾 羅威（高大威（麥包）的「好友」）

2007-2008年
- 同事三分親 飾 風之子（第5集）、王　從（王唐子）（第61集）、雷　彪（雷歡父親）（第309集）

2008年
- 少年四大名捕 飾 韋驚濤

2009年
- ID精英 飾 李有根
- 老婆大人II 飾 鍾大發（第11集：鍾黃美玉之夫）
- 老友狗狗 飾 鍾　成（第3集）
- 巾幗梟雄 飾 康梓榮
- 美麗高解像 飾 雷天王（第1集）

2010年
- 施公奇案II 飾 胡公公（第14集）

## 電影
- 1993年：唐伯虎點秋香
- 1995年 : 追女仔95 之綺夢
- 2007年：戲王之王

## 外部連結
- 【55个同一演员】2000倚天屠龙记和2004楚汉骄雄
- 熟悉的陌生人 （页面存档备份，存于）